# Scytalopus stilesi
Scytalopus stilesi — вид горобцеподібних птахів родини галітових (Rhinocryptidae). Описаний у 2005 році.

## Назва
Вид названо на честь американського орнітолога Френка Гері Стайлза, який відіграв визначну роль у дослідженнях неотропічних птахів у 1980-х і 1990-х роках.

## Поширення
Ендемік Колумбії. Поширений на обох схилах північної половини Центральних Анд. Мешкає у підліску гірських лісів та їх узліссях, переважно на висоті від 1420 до 2130 метрів над рівнем моря.